# Mata Hari (pel·lícula)
 Mata Hari és una pel·lícula estatunidenca dirigida per George Fitzmaurice, estrenada el 1931.

## Argument
Mata Hari  narra els últims dies de la famosa ballarina holandesa, que va ser executada per un escamot d'afusellament en ser acusada d'espionatge a favor dels alemanys durant la Primera Guerra Mundial a França. Compta la llegenda, o la realitat, que va caldre, embenar els ulls a tots els membres de l'escamot perquè aquests no sucumbissin als encants de la dona, i que tot i així, dels 12 soldats que van disparar, només en van encertar quatre. Tot el misteri que va envoltar la seva persona va aixecar un verdader mite que encara avui continua perenne. Així doncs, l'actriu idònia per interpretar aquest personatge no era cap altra que Greta Garbo, amb els seus posats gairebé d'home, però amb una força al seu rostre que enamorava cada vegada que sortia en pantalla.

## Repartiment
- Greta Garbo: Mata Hari
- Ramon Novarro: Tinent Alexis Rosanoff
- Lionel Barrymore: General Serge Shubin
- Lewis Stone: Andriani
- C. Henry Gordon: Dubois
- Karen Morley: Carlotta
- Alec B. Francis: Major Caron
- Blanche Friderici: Germana Angelica
- Edmund Breese: Warden
- Helen Jerome Eddy: Germana Geneviève

I, entre els actors que no surten als crèdits:
- Mischa Auer: Un home afusellat
- Cecil Cunningham: Una apostadora

## Al voltant de la pel·lícula
La pel·lícula es basa sobretot en ella, ajudant a mantenir el mite tant de la mateixa espia com el de l'actriu. Cap de les seves escenes no és sobrera, i qualsevol que surti al seu costat porta totes les de perdre, artísticament parlant. Ramon Novarro podria considerar-se un dels punts flacs del film, l'actor està una mica exagerat i no molt convincent en un paper un punt curiós, i que malgrat certa importància argumental no té massa sentit que una dona freda com l'acer i que maneja els homes al seu gust, caigui enamorada d'aquest ninot (misteris d'aquesta cosa anomenada amor). El mític Lionel Barrymore ofereix una feina més digna amb un personatge més ben dibuixat, aquest general ja madur perdudament enamorat i obsessionat amb Mata Hari.